# Donald A. Wollheim
Donald Allen Wollheim, né le 1er octobre 1914 à New York et mort le 2 novembre 1990 à New York, est un éditeur, écrivain et fan américain de science-fiction. Comme auteur, il a publié sous son nom ainsi que sous différents pseudonymes, dont David Grinnell, Martin Pearson et Darrell G. Raynor, en particulier pour décrire son implication dans la communauté de la Casa Susanna.
Membre fondateur des Futurians, il a eu une influence majeure sur le développement de la science-fiction au XXe siècle.

## Wollheim comme fan
The 1979 Encyclopedia of Science Fiction décrit Wollheim comme « un des premiers et des plus bruyants fans de SF »,. Il publie de nombreux fanzines et codirige les premiers Fanciful Tales of Space and Time. Son importance dans les débuts du fandom est rapportée dans The Immortal Storm de Sam Moskowitz paru en 1974 et dans The Futurians de Damon Knight.

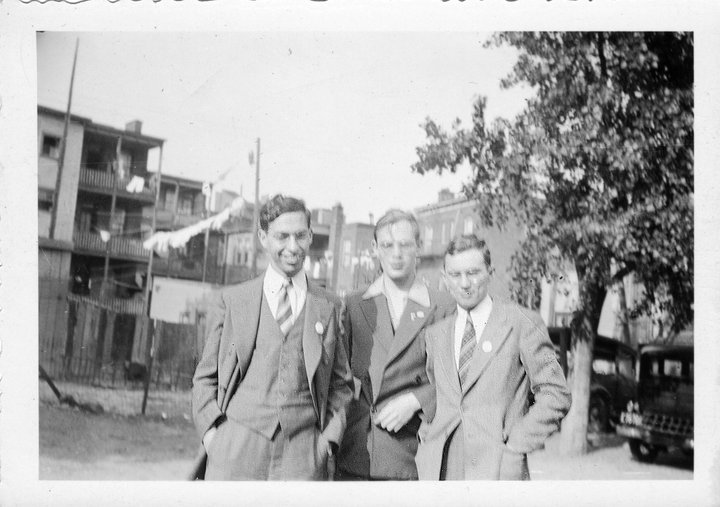
Photo de famille Wollheim de Donald Allen Wollheim

Il organise la première convention de science-fiction le 22 octobre 1936, lorsqu'un groupe de New-York rencontre un groupe de Philadelphie, dans cette même ville. La Philcon (en) actuelle se réclame de cet évènement. Durant cette rencontre, des rencontres régionales et nationales sont planifiées, dont la première WorldCon.
Wollheim était membre de la New York Science Fiction League, un des clubs créés par Hugo Gernsback pour promouvoir la science-fiction. Toutefois, lorsque le paiement pour la première histoire qu'il vendit à Gernsback n'arrive pas, Wollheim crée un groupe avec plusieurs autres auteurs et intente — avec succès — un procès pour être payé. Il est expulsé de la Science Fiction League pour « mauvaise influence », mais sera finalement réintégré.
Il fonde la Fantasy Amateur Press Association (en), dont le premier mailing, en juillet 1937, contient cette déclaration de Wollheim : « Beaucoup de fans aimeraient s'exprimer mais n'osent pas. Ils craignent d'être forcés d'agir comme porte-paroles, et s'occuper des abonnements et de la publicité prend du temps et cause du souci. C'est pour eux et pour le fan qui reconnait que ce n'est qu'un hobby et non un business que nous avons créé la FAPA ». En 1938, avec plusieurs amis, il fonde les Futurians, sans doute le plus connu des clubs de science-fiction. Isaac Asimov, Frederik Pohl, Cyril Kornbluth, James Blish, Judith Merril, Richard Wilson et Damon Knight en ont été membres à un moment ou à un autre.
À partir de 1940, les Futurians deviennent plus professionnels et moins dirigés vers les fans. Les conférences et ateliers se concentrent sur l'écriture, l'édition et la compilation, avec beaucoup des membres intéressés par les trois.
Il épouse Elsie Balter (1910-1996) en 1943.

## Wollheim comme écrivain
Wollheim publie sa première nouvelle, The Man from Ariel, dans le numéro de janvier 1934 de Wonder Stories, à l'âge de 19 ans. Il n'est pas payé et apprend que les autres auteurs non plus. Il l'écrit dans le Bulletin de la Terrestrial Fantascience Guild. L'éditeur Hugo Gernsback accepte finalement un compromis en dehors des tribunaux et paye Wollheim et les autres écrivains 75 dollars, mais lorsque Wollheim soumet une autre nouvelle sous le pseudonyme de « Millard Verne Gordon », celui-ci ne le paye pas plus.
Ses nouvelles sont publiées régulièrement à partir des années 1940, en même temps qu'il devient un anthologiste important. Il écrit principalement des romans pendant les années 1950 et 1960 et utilise des pseudonymes pour les livres destinés aux adultes alors qu'il écrit sous son vrai nom pour les enfants. Les huit livres pour enfants Mike Mars, qui explorent différentes facettes du programme spatial de la NASA, ainsi que la série Secret pour adolescents sont parmi ses travaux notables. Sous le nom de Martin Pearson, il publie la série Ajax Calkins qui deviendra la base de son roman Destiny's Orbit (1962). Une suite, Destination: Saturn, sera publiée en 1967 en collaboration avec Lin Carter. Un de ses livres les plus importants, The Universe Makers (1971), est un essai sur les thèmes et la philosophie dans la science-fiction.
Un de ses nouvelles, Mimic, est portée sur grand écran sous le même titre, en 1997.
Sa fille Betsy dit de lui : « Comme un vrai éditeur, il était honnête sur la qualité de son écriture, il pensait qu'il était moyen au mieux. Il a toujours su que son grand talent était l'édition,. »

## Wollheim comme anthologiste et éditeur
Robert Silverberg dit de Wollheim qu'il est « une des figures les plus importantes de l'édition de science fiction américaine du XXe siècle » ajoutant : « On pourrait même dire qu'il est la plus importante personne — en grande partie responsable du développement de la science fiction en livre de poche, de l'anthologie de science fiction et du boom post-Tolkien en fantasy. »,
Un peu avant la Seconde guerre mondiale, Wollheim édite deux des premiers périodiques entièrement dévolus à la science fiction, Stirring Science Stories et Cosmic Stories. Il édite en 1943 la première anthologie de science-fiction destinée au grand public, The Pocket Book of Science Fiction. C'est également le premier livre contenant les mots « science-fiction » dans le titre. L'anthologie contient des histoires de Robert A. Heinlein, Theodore Sturgeon, T. S. Stribling, Stephen Vincent Benét, Ambrose Bierce et H. G. Wells.
En 1945, il dirige la première anthologie publiée par un éditeur majeur, The Viking Portable Novels of Science. Il dirige également la première anthologie de science-fiction originale, The Girl With the Hungry Eyes en 1947, même s'il semble que celle-ci était conçue comme premier numéro d'un nouveau magazine. Entre 1947 et 1951, il est directeur de collection aux éditions Avon books, pionnier du livre de poche, où il publie les écrits de A. Merritt, H. P. Lovecraft et la trilogie cosmique de C. S. Lewis, ouvrant le lectorat de ces auteurs alors méconnus. Durant cette période il dirige également dix-huit numéros du Avon Fantasy Reader (en) et trois du Avon Science Fiction Reader. Ces revues contiennent surtout des rééditions et quelques nouvelles originales.
Il quitte Avon en 1952, pour travailler avec A. A. Wyn (en) au sein de la Ace Magazine Company, où il initie une nouvelle collection de poche, Ace Books. Il introduit la science-fiction dans les collections Ace en 1953 et est responsable pendant 20 ans de la collection généraliste et, très important pour lui, de la collection SF. Wollheim créé la série Ace Double (en), des livres, souvent d'auteurs différents, collés dos-à-dos avec deux couvertures différentes. Comme ces livres liés ne devaient pas dépasser un nombre fixé de pages, les livres sont souvent réduits, et Wollheim fait souvent d'autres altérations rédactionnelles — comme les prouvent les différences entre le roman War of the Wing-Men de Poul Anderson paru chez Ace, et la version définitive révisée, The Man Who Counts. Parmi les auteurs ayant fait leurs débuts en édition de poche dans la collection Ace Doubles, on peut noter Philip K. Dick, Samuel R. Delany, Leigh Brackett, Ursula K. Le Guin et John Brunner. Le premier livre de William S. Burroughs, Junky, a été publié en Ace Double. À cette époque, Wollheim aide également Marion Zimmer Bradley, Robert Silverberg, Avram Davidson, Fritz Leiber, Andre Norton, Thomas Burnett Swann, Jack Vance et Roger Zelazny, parmi d'autres, à se développer. C'est également chez Ace qu'il commence, avec Terry Carr, une anthologie annuelle, The World's Best Science Fiction, réunissant ce qu'ils considèrent comme les meilleures nouvelles de l'année précédente, provenant de magazines, de livres ou d'autres anthologies.
Au début des années 1960, Ace réintroduit le travail de Edgar Rice Burroughs, depuis longtemps non réimprimé et, en 1965, achète les droits d'édition en format de poche de Dune. Le titre du roman inquiète Wollheim qui craint qu'il ne soit pris pour un western. Ace produit également des livres de poche uniques et devient une des plus importantes maisons d'édition de genre. Avec Ballantine, elle domine la SF des années 1960 et construit le genre en publiant des originaux ainsi que des réimpressions.

Wollheim provoque un changement dans le monde de l'édition dans les années 1960, en publiant une version poche non autorisée du Seigneur des Anneaux de J. R. R. Tolkien en trois volumes, alors qu'aucune autre maison d'édition de poche ne publie de fantasy. Dans une interview de 2006, sa fille Élizabeth explique :

« Il a appelé le professeur Tolkien en 1964 et lui a demandé s'il pouvait publier le Seigneur des Anneaux en livre de poche Ace. Tolkien lui répondit qu'il n'autoriserait jamais la publication du Seigneur des Anneaux, son chef-d'œuvre, sous « une forme aussi dégénérée » que le livre de poche. Don était un des pères de l'industrie du livre de poche. Il était le fer de lance de la collection Ace, le rédacteur en chef originel de la collection Avon en 1945, et je pense qu'il a été blessé et l'a pris personnellement. Il a fait quelques recherches et a découvert une faille dans le copyright. Houghton Mifflin, l'éditeur américain de Tolkien, avait négligé de protéger le livre aux USA. Hérissé par la réponse de Tolkien, il réalisa qu'il pouvait légalement publier la trilogie et le fit. Cet acte gonflé (qui profita finalement à ses concurrents ainsi qu'à Tolkien) est le Big Bang qui créa le champ de la fantasy moderne, et seul quelqu'un comme mon père aurait pu faire cela. Il paya Tolkien et a rendu Ballantine Books et Tolkien extrêmement riches. Et s'il ne l'avait pas fait, qui peut dire quand (et même si) ces livres auraient été publiés en poche. »

Tolkien avait précédemment autorisé une version poche du Hobbit en 1961, mais cette édition était limitée au Royaume-Uni. Il autorise finalement des éditions en livre de poche du Seigneur des Anneaux et de plusieurs autres de ces textes, mais il est difficile de savoir si la réussite commerciale de l'édition Ace l'a convaincu. Ace doit finalement cesser la publication de l'édition non autorisée et payer Tolkien, à la suite d'une campagne des fans américains de l'auteur,.
En 1993, une cour juge que la faille utilisée par Ace Books est inexistante et que les éditions en livre de poche sont illégales selon la loi américaine. Dans la nécrologie parue dans LOCUS, plus de détails apparaissent :

« Houghton-Mifflin avait importé les feuillets au lieu d'imprimer sa propre édition, mais ils ne voulaient pas vendre les droits pour la version poche. Ace imprima la première édition en livre de poche et causa tellement de fureur chez Tolkien que celui-ci réécrivit les livres juste assez pour avoir un nouveau copyright, et les vendit à Ballantine. Même si Ace et Wollheim sont devenus les méchants dans l'histoire de publication de Tolkien, il est probable que le boom Tolkien ne serait pas apparu sans leur publication par Ace,. »

## DAW Books
Wollheim quitte Ace en 1971. Frederik Pohl décrit les circonstances ainsi :
« Malheureusement, quand Wyn est mort [en 1968] la compagnie a été vendue à un consortium mené par une banque… Peu d'entre eux avec une experience dans l'édition avant de se retrouver à la tête de Ace. Cela s'est vu. Rapidement, les factures n'étaient plus payées, les avances et royalties étaient reportées, les budgets étaient réduits et Donald passait la plupart de son temps à essayer de calmer les auteurs et agents indignés, et avec tous les droits de l'être, de la façon dont ils étaient traités,. »

Après avoir quitté Ace, il fonde DAW Books (en), d'après ses initiales. DAW peut se targuer d'être la première maison d'édition grand public de science-fiction et fantasy. DAW publie ses quatre livres en avril 1972. La plupart des écrivains qu'il avait aidé à Ace partent avec lui à DAW : Marion Zimmer Bradley, Andre Norton, Philip K. Dick, John Brunner, A. Bertram Chandler, Kenneth Bulmer, Gordon R. Dickson, A. E. van Vogt et Jack Vance. Quelques années plus tard, lorsque son distributeur, New American Library, menace de ne pas distribuer How Are The Mighty Fallen de Thomas Burnett Swann à cause de son contenu homosexuel, Wollheim combat vigoureusement cette décision et le distributeur renonce.
Il continue de découvrir des auteurs, comme Tanith Lee, Jennifer Roberson, Michael Shea, Ian Wallace, Tad Williams, Celia S. Friedman et C. J. Cherryh, dont le Downbelow Station, paru en 1982, est le premier livre DAW à recevoir le Hugo du meilleur roman. Il offre également à un certain nombre d'auteurs britanniques — Michael Moorcock, E. C. Tubb, Brian Stableford, Barrington Bayley, Michael Coney — une nouvelle audience américaine. Il publie des traductions de SF internationale, ainsi que des anthologies de nouvelles traduites, Best From the Rest of the World. À l'aide de Arthur W. Saha (en), il compile et édite la populaire anthologie Annual World's Best Science Fiction de 1971 à sa mort.
Robert Jordan donne crédit à Wollheim pour l'avoir aidé à lancer sa carrière, Wollheim ayant fait une offre pour le premier roman de Jordan, Warriors of the Ataii, offre retirée lorsque l'auteur demanda quelques changements mineurs dans le contrat. Jordan prétend que la première lettre de Wollheim, élogieuse, le convainc qu'il est capable d'écrire, et qu'il choisit de se rappeler la première et d'oublier la suivante,. Le roman ne sera jamais publié, mais Jordan écrira la série La Roue du temps pour un autre éditeur.
Marion Zimmer Bradley fait allusion à lui comme à « un second père », Frederik Pohl l'appelle « un fondateur » et Robert Silverberg dit de lui qu'il est « sérieusement sous-estimé » et « un des grands faiseurs de l'édition de science-fiction aux États-Unis »,.

## Travestissement
Sous le pseudonyme de Darrell G. Raynor, il publie en 1966 l'ouvrage A year among the girls (Une année parmi les filles), dans lequel il décrit sa participation sur une période de trois ans, entre 1960 et 1963, aux activités de la Casa Susanna. Il s'agissait d'une villa au nord de New York dans laquelle il retrouvait le temps d'un week end des hommes travestis désireux de laisser s'exprimer leur « fille de l'intérieur », selon l'expression de Virginia Prince.

« Le travestisme n'a rien de drôle. (...) Loin d'être une blague, le travestisme peut être la plus noire des tragédies. (...) Ça tue. Chaque service de police de ce pays possède des dossiers sur des jeunes hommes qui se sont suicidés, habillés dans les vêtements du sexe opposé. Ça arrive tout le temps, dans chaque État, dans chaque ville de ce pays. (...) C'est peut-être la principale raison pour laquelle ce livre est écrit. Ma femme m'a dit l'année dernière: « Quelqu'un doit en parler. Quelqu'un doit faire quelque chose pour sauver ces garçons ».

— Donald A. Wollheim
L'ouvrage est qualifié par Susa Stryker de « premier récit à décrire une subculture clandestine d'hommes hétérosexuels travestis qui s'est épanouie aux États-Unis dans la seconde moitié du XXe siècle ». Cette part de la vie de Donald A. Wollheim est longuement évoquée par sa fille Betsy Wollheim (en) dans le film documentaire Casa Susanna.

## Œuvres
- World's Best Science Fiction, 1965-1971 (avec Terry Carr)
- The Annual World’s Best SF, 1972-1990 (avec Arthur W. Saha)

### Romans
- Across Time (sous le pseudonyme David Grinnell)
- Destination: Saturn (sous le pseudonyme David Grinnell)
- Destiny's Orbit (sous le pseudonyme David Grinnell) (publié en Ace Double (en) avec À perte de temps de John Brunner)
- The Edge of Time (sous le pseudonyme David Grinnell)
- The Martian Missile (sous le pseudonyme David Grinnell)
- Secret of the Martian Moons (Winston Science Fiction series)
- Mike Mars and the Mystery Satellite
- Mike Mars in Orbit
- Mike Mars Around the Moon
- Mike Mars, Astronaut
- Mike Mars at Cape Canaveral (aussi titré Mike Mars at Cape Kennedy)
- Mike Mars Flies the Dyna-Soar
- Mike Mars Flies the X-15
- Mike Mars, South Pole Spaceman
- One Against the Moon
- The Secret of The Martian Moons (Winston Science Fiction series)
- The Secret of The Ninth Planet (Winston Science Fiction series)
- The Secret of Saturn's Rings (Winston Science Fiction series)
- To Venus! To Venus! (sous le pseudonyme David Grinnell)

### Nouvelle
- Le Labyrinthe de Lysenko, 1955 ((en) The Lysenko Maze, 1954)Parue également sous le titre Le Labyrinthe de Lyssenko en 1984

### Sous le pseudonyme de Darrell G. Raynor
- (en) Darrell G. Raynor, A year among the girls, Lyle Stuart (en), 1966, 189 p. (OCLC 1803783)